# 모듈러 자기 동형
함수해석학에서 모듈러 자기 동형(modular自己同型, 영어: modular automorphism)은 힐베르트 공간의 한 단위 벡터로 정의되는, 폰 노이만 대수의 특별한 자기 동형이다. 이를 사용하여 인자 대수 및 폰 노이만 대수를 분류할 수 있다.

## 정의
다음 데이터가 주어졌다고 하자.
- 복소수 힐베르트 공간 {\displaystyle H}
- {\displaystyle H} 위에 작용하는 폰 노이만 대수 {\displaystyle {\mathcal {A}}\subseteq \operatorname {B} (H,H)}
- 다음 두 조건을 만족시키는 단위 벡터 {\displaystyle |v\rangle \in H}
  - {\displaystyle {\mathcal {A}}|v\rangle }는 {\displaystyle H}의 조밀 집합이다.
  - {\displaystyle {\mathcal {A}}\to H}, {\displaystyle A\mapsto A|v\rangle }는 단사 함수이다.

이제, 다음과 같은 실수 선형 변환을 정의하자.
{\displaystyle S\colon D\to H}
{\displaystyle SA|v\rangle =A^{*}|v\rangle \qquad \forall A\in {\mathcal {A}},\;|v\rangle \in A^{-1}(D)}
이는 복소수 반선형 변환이다.
{\displaystyle S|\alpha u\rangle ={\bar {\alpha }}S|u\rangle \qquad \forall |u\rangle \in D,\;\alpha \in \mathbb {C} }
정의역 {\displaystyle D\subseteq H}는 {\displaystyle H}의 조밀 집합이다.
{\displaystyle S}의 극분해(영어: polar decomposition)가 다음과 같다고 하자.
{\displaystyle S=J\Delta ^{1/2}=D^{-1/2}J}
{\displaystyle J^{2}=1}, {\displaystyle J=J^{*}}
여기서 스펙트럼 이론을 사용하여, 모든 실수 {\displaystyle t\in \mathbb {R} }에 대하여 {\displaystyle \Delta ^{\mathrm {i} t}}를 정의할 수 있다.
도미타 정리(영어: Tomita’s theorem)에 따르면, 다음이 성립한다.
{\displaystyle J|v\rangle =|v\rangle =\Delta |v\rangle }
{\displaystyle J{\mathcal {A}}J=\operatorname {C} _{\operatorname {B} (H,H)}({\mathcal {A}})}
{\displaystyle \Delta ^{\mathrm {i} t}{\mathcal {A}}\Delta ^{-\mathrm {i} t}={\mathcal {A}}\qquad \forall t\in \mathbb {R} }
여기서 {\displaystyle \operatorname {C} _{\operatorname {B} (H,H)}(-)}는 {\displaystyle \operatorname {B} (H,H)}에서 취한 중심화 부분환이다. 이에 따라,
{\displaystyle \Delta ^{\mathrm {i} t}(-)\Delta ^{-\mathrm {i} t}\colon {\mathcal {A}}\to {\mathcal {A}}}
{\displaystyle A\mapsto \Delta ^{\mathrm {i} t}A\Delta ^{-\mathrm {i} t}}
는 {\displaystyle {\mathcal {A}}}의 자기 동형을 이룬다. 이를 {\displaystyle |v\rangle }에 대응하는 모듈러 자기 동형(영어: modular automorphism)이라고 한다.

### 콘 모듈러 군
임의의 대합환 {\displaystyle (A,^{*})}가 주어졌을 때, 임의의 유니터리 원소 {\displaystyle u\in \operatorname {U} (A)} (즉, {\displaystyle uu^{*}=u^{*}u=1}인 원소)에 대하여
{\displaystyle A\mapsto A}
{\displaystyle a\mapsto uau^{*}}
는 {\displaystyle A}의 자기 동형을 이룬다. 이는 군 준동형
{\displaystyle \operatorname {U} (A)\to \operatorname {Aut} (A)}
를 정의하며, 따라서 외부 자기 동형군(영어: outer automorphism group)
{\displaystyle \operatorname {Out} (A)=\operatorname {Aut} (A)/\operatorname {U} (A)}
을 정의할 수 있다.
폰 노이만 대수 {\displaystyle {\mathcal {A}}} 및 위 조건을 만족시키는 두 단위 벡터 {\displaystyle |v\rangle ,|v'\rangle \in H}에 대하여, 각각 모듈러 자기 동형을 정의할 수 있다.
{\displaystyle \Delta ^{\mathrm {i} t}(-)\Delta ^{-\mathrm {i} t}\colon A\to A}
{\displaystyle \Delta '^{\mathrm {i} t}(-)\Delta '^{-\mathrm {i} t}\colon A\to A}
이 둘은 일반적으로 서로 다르지만, 같은 외부 자기 동형류를 정의한다. 즉, 이들이 정의하는 군 준동형
{\displaystyle \delta \colon (\mathbb {R} ,+)\to \operatorname {Out} (A)}
은 서로 일치한다. 이 군 준동형의 상을 콘 모듈러 군(영어: Connes modular group)이라고 하며, 이는 선택한 단위 벡터에 의존하지 않는, 폰 노이만 대수 고유의 불변량이다.

## 성질
콘 준동형을 사용하여 폰 노이만 대수를 분류할 수 있다. 구체적으로, 폰 노이만 대수 {\displaystyle A}의 콘 준동형 {\displaystyle \delta \colon \mathbb {R} \to \operatorname {Out} (A)}를 생각하자. 그 핵 {\displaystyle \ker \delta }는 {\displaystyle (\mathbb {R} ,+)}의 부분군이다. 만약 {\displaystyle A}가 인자 대수라면, 다음이 성립한다.
| 콘 준동형의 핵 {\displaystyle \ker \delta }                                                | 인자 대수 {\displaystyle A}의 분류                  |
| ------------------------------------------------------------------------------------------ | --------------------------------------------------- |
| {\displaystyle \mathbb {R} }                                                               | I종 인자 대수 또는 II종 인자 대수                   |
| {\displaystyle \mathbb {R} }의 조밀 집합 (그러나 {\displaystyle \mathbb {R} } 전체가 아님) | III0종 인자 대수                                    |
| 무한 순환군 {\displaystyle t\mathbb {Z} }, {\displaystyle t\in \mathbb {R} ^{+}}           | IIIa종 인자 대수 ({\displaystyle a=\exp(-2\pi /t)}) |
| 자명군 {\displaystyle \{0\}}                                                               | III1종 인자 대수                                    |

## 역사
도미타-다케사키 이론은 도미타 미노루(일본어: 冨田 稔, 1924~2015)가 1967년에 도입하였다. 그러나 도미타의 논문은 매우 난해하여 별로 주목받지 못했다. 이후 다케사키 마사미치(일본어: 竹崎 正道, 1933~)가 1970년에 도미타의 이론을 개량하여 출판하였으며, 이후 학계에서 주목받게 되었다.
이후 알랭 콘이 콘 모듈러 군을 정의하였다.

## 참고 문헌
1. ↑  Takesaki, Masamichi (1970). 《Tomita’s theory of modular Hilbert algebras and its applications》. Lecture Notes in Mathematics (영어) 128. Springer-Verlag. doi:10.1007/BFb0065832. ISBN 978-3-540-04917-3.

- Summers, Stephen J. (2006). 〈Tomita–Takesaki modular theory〉. 《Encyclopedia of Mathematical Physics》 (영어). Elsevier. 251–257쪽. arXiv:math-ph/0511034. doi:10.1016/B0-12-512666-2/00019-5.
- Dereziński, Jan; Pillet, Claude-Alain. “Tomita–Takesaki theory” (PDF) (영어).
- Borchers, H. J. (2000). “On revolutionizing quantum field theory with Tomita’s modular theory”. 《Journal of Mathematical Physics》 (영어) 41: 3604. doi:10.1063/1.533323.